# Chorągiew husarska koronna królewicza Jakuba Ludwika Sobieskiego

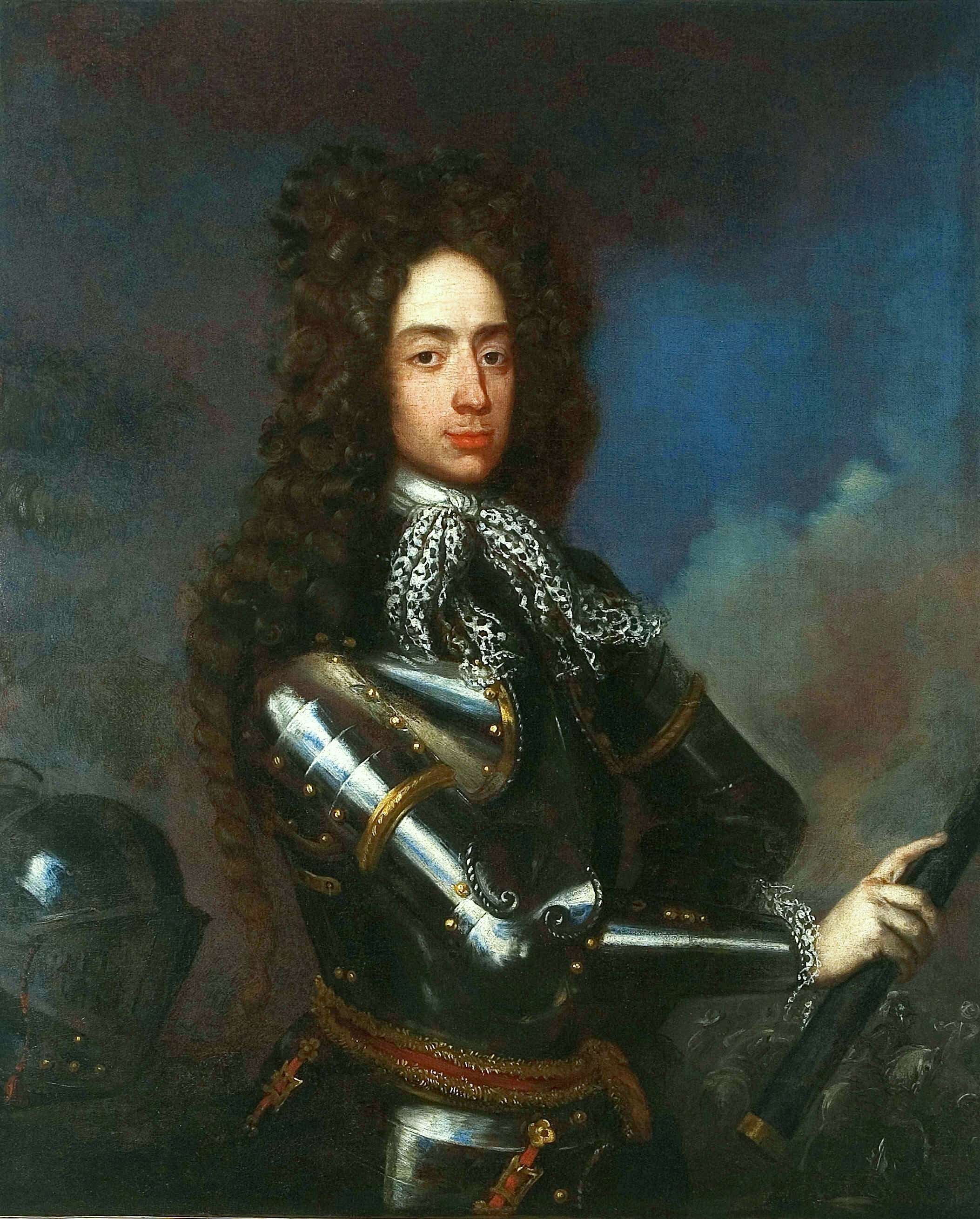
Jakub Ludwik Sobieski herbu Janina (1667-1737), patron chorągwi

Chorągiew husarska koronna królewicza Jakuba Ludwika Sobieskiego – chorągiew husarska koronna II połowy XVII wieku, okresu wojen Rzeczypospolitej z Turcją i Rosją.
Patronem chorągwi był syn króla Jana III Sobieskiego, królewicz Jakub Ludwik Sobieski, natomiast faktycznym dowódcą – Mikołaj Złotnicki.
Żołnierze chorągwi znaleźli się w kompucie wojsk koronnych pod Wiedniem w 1683 (184 konie) i wzięli udział w wojnie polsko-tureckiej 1683 – 1699.